# Hønsefond
|  | Sammenskrivningsforslag Artiklen Hønsefond er foreslået føjet ind i Bouillon og fond. (Siden november 2019) Diskutér forslaget |

Hønsefond (samme som kyllingefond, kyllingebouillon, hønsebouillon) er en fond kogt på hønsekød. Den er en udbredt ingrediens i mange køkkener, og laves ofte som et biprodukt af andre retter. Eksempelvis fra høns i asparges - hvor hønen koges i vand tilsat forskellige urter. Den suppe der bliver tilbage, koges yderligere ind til hønsefond. 
Tykkelsen kan variere meget,  og afhænger blot af hvor meget den koges ind. I en hel tynd udgave er der således blot tale om en hønsekødssuppe. Men hvis der koges yderligere ind, får fonden en meget mere koncentreret smag - som kan bruges i mange forskellige retter som en god smagsgiver. Især det franske køkken bruger meget fond generelt, herunder hønsefond.